# FK Kruoja
Der FK Kruoja war ein litauischer Fußballverein aus Pakruojis. Der Verein zog sich 2015 aus der A Lyga zurück und wurde ein Jahr später aufgelöst.

## Vereinsgeschichte
Der Verein stieg 2009 in die oberste Spielklasse auf, nachdem FBK Kaunas und Atlantas Klaipėda auf eine Teilnahme in der Liga freiwillig verzichteten. Dies bedeutete für den Verein die erstmalige Teilnahme in der obersten Liga überhaupt in seiner Geschichte. Seitdem hielt man bis heute die Klasse und qualifizierte sich 2012 mit dem 4. Platz erstmals für die UEFA Europa League.
In der Saison 2015 zog sich der Verein nach dem 24. Spieltag wegen wiederholter Manipulationsvorwürfen aus der Fußball-Liga zurück. Der Verein ging bankrott und wurde aufgelöst und im Jahr 2016 als FC Pakruojis neu gegründet.

## Europapokalbilanz
| Saison  | Wettbewerb         | Runde                  | Gegner                | Gesamt | Hin     | Rück    |
| ------- | ------------------ | ---------------------- | --------------------- | ------ | ------- | ------- |
| 2013/14 | UEFA Europa League | 1. Qualifikationsrunde | FK Dinamo Minsk       | 0:8    | 0:3 (H) | 0:5 (A) |
| 2015/16 | UEFA Europa League | 1. Qualifikationsrunde | Jagiellonia Białystok | 0:9    | 0:1 (H) | 0:8 (A) |

Gesamtbilanz: 4 Spiele, 4 Niederlagen, 0:17 Tore (Tordifferenz −17)